# $
$（ドル、ドラー、ダラー、ペソ）は、通貨記号の1つ。ドル記号 (ドルきごう、dollar sign)、ペソ記号 (ペソきごう、signo de pesos)。
ドル、ペソのほか、主にスペイン語・ポルトガル語圏のさまざまな通貨で使われる。

## グリフ
縦線は1本（$）と2本（）のグリフがある。ドルなどはどちらでもいいが、一部の通貨では常に（コンピュータ上を除き）2本である。更に、表示や印字が潰れるなどの技術的な問題や、それを模した意匠のために、Sの上下だけに棒があり中間部が無いものもある。また、Sのフォントが飾られている場合もある。
LaTeXでは、縦線が2本の$記号を「\textdollaroldstyle」で表示できる。

## 歴史
最古の確かな使用としては、1770年代、イギリス領北アメリカとメキシコとの間のビジネス文書で、スペイン領メキシコ・ペソの記号として使われた。なお、当時のペソは、ピアストル、（英語圏では）ダラーとも呼ばれた。
アメリカ合衆国は、独立後、通貨ダラー（ドル）と、通貨記号$を導入した。最初に$記号が刻印された硬貨が鋳造されたのは、1797年、フィラデルフィアにてである。
記号の由来にはさまざまな説があり、
- ヘラクレスの柱（スペインの象徴とされる）にリボンを巻きつけた意匠から。スペインの国章にも使われており、スペイン・ドル硬貨に刻印された。
- ペソ (peso) のPとSのモノグラム（重ね合わせ合字）。
- 1ペソは8レアルだったため、8Rから。
- 古代ローマの通貨セステルティウス (sestertius) の通貨記号HSから。
- 古代ローマの通貨で『中世のドル』と呼ばれたソリドゥス金貨から。
- シリングの通貨記号Sから。
- 「銀の単位」 (unit of silver) のUSから。
- 俗説だが、アメリカ合衆国 (United States) のUSから。

などがある。

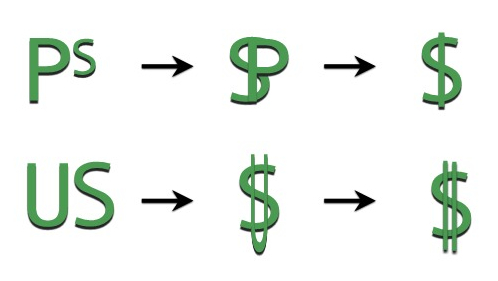
$記号のモノグラム由来説。
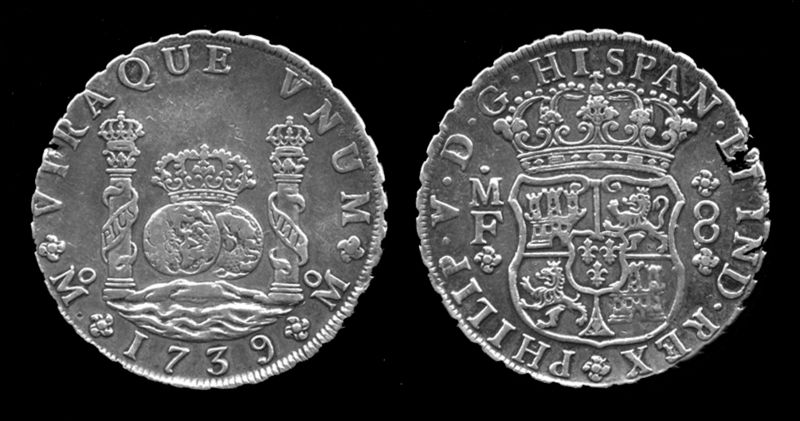
スペイン・ドル硬貨（1739年、メキシコ）
現在のスペインの国章
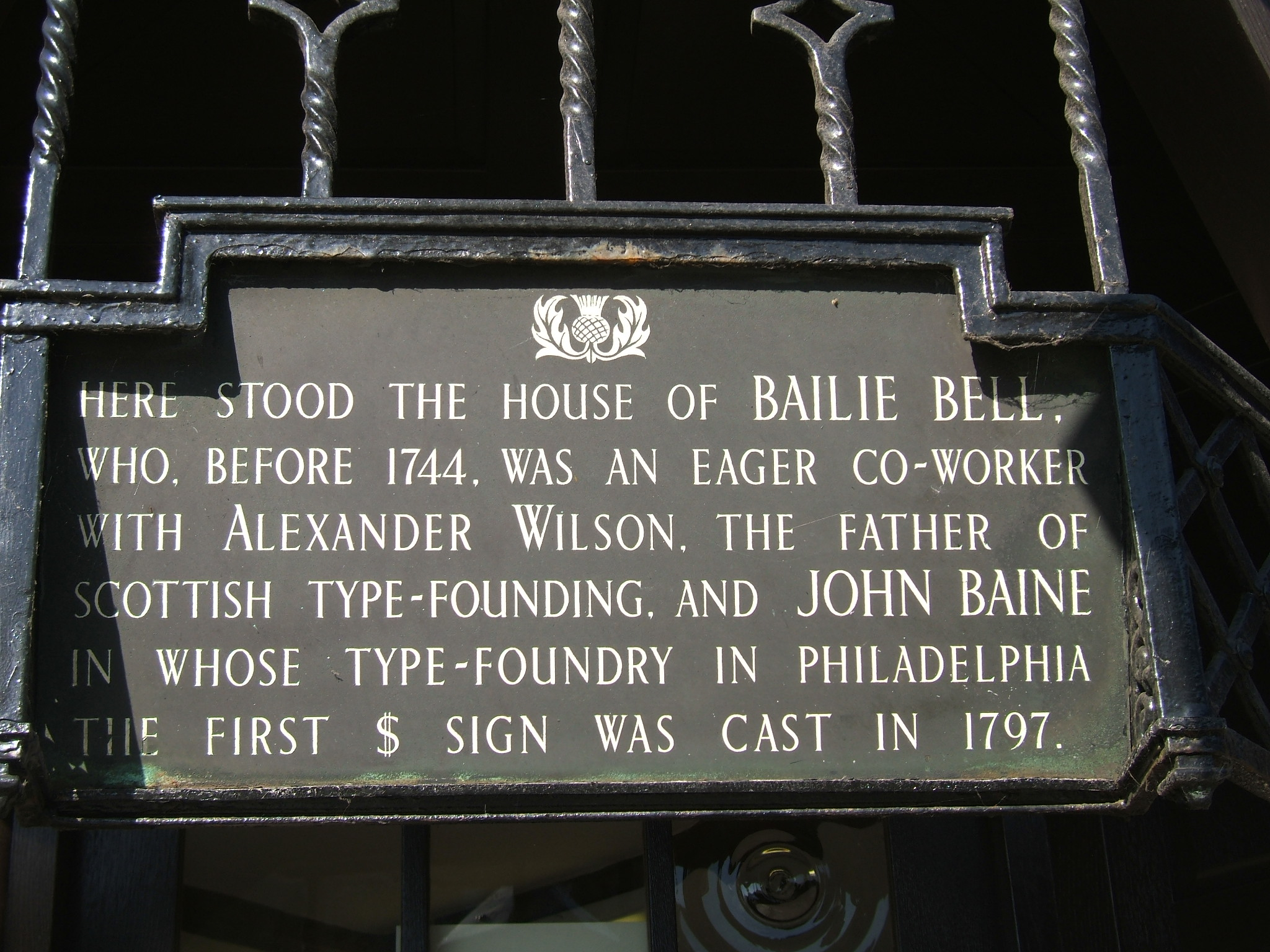
最初の$記号の鋳造を記念したプラーク。

## $を使う通貨
国名を表す符号（US$のUSなど）を付けない場合について述べる。なお、縦棒が常に2本の通貨は、ここで指摘したものが全てとは限らない。

### いずれかの国で現行
- エスクード (escudo) - Esc.とも。ポルトガル・エスクード（廃止）、カーボベルデ・エスクードなどは縦棒は2本。
- 新台湾ドル(繁体字中国語: 新臺幣 、New Taiwan Dollar) - 中華民国。NT$とも。
- タラ (tala) - 西サモア。
- ドル (dollar)
- コルドバ (córdoba) - ニカラグア。C$、A$とも。
- パアンガ (paʻanga) - トンガ。P$とも。
- ペソ (peso) - Pとも。チリ・ペソなどは縦棒は2本。フィリピン・ペソは$ではなく₱。
- 香港ドル(Hong Kong Dollar) - 香港。HK$とも。
- レアル (real) - ブラジル。R$とも。縦棒は2本。

### 廃止
- シフラン (cifrão) - ポルトガル。縦棒は2本。
- ミルレイス (milréis) - ポルトガル、ブラジル。

## 通貨記号以外の用法
- カネ（お金）、資本主義、営利などの象徴として使われる。
- 数学において、超階乗を表す。

### コンピュータ関連
- 正規表現で、文字列の終わりを表す。
- PascalやDelphiで、定数の前に付けて16進定数を表す。
- 変数名の一部として、その変数の性質を示す。
  - BASICでは、$で終わる変数は文字列変数となる。
  - Perlでは、$で始まる変数がスカラー変数となる。
  - Rubyでは、$で始まる変数がグローバル変数となる。
  - PHPでは、変数名が常に$で始まる。
  - JavaScriptにおいては$も（アルファベットと同様に）変数名として使え、prototype.jsやjQueryといったライブラリでは$に特別な意味を割り当てている。また、ES2015からは`hoge${fuga}piyo`の形でテンプレート構文の中に変数を埋め込むことが可能になっており、変数埋め込み用のプレースホルダの認識記号としての役割を持つ。
- シェルスクリプトで、環境変数を表す。
- 表計算ソフト「Microsoft Excel」で、セルの絶対参照（参照するセルの番号を固定させる指示。セル番号「B5」とした場合、行・列の移動や挿入によって相対的に番号が変化するが、「$B$5」では強制的に参照先のセル番号が「B5」に固定される）を表す。$B5ならば行固定、B$5ならば列固定となる。
- TeXでは、数式モードの区切りを示す。

## 符号位置
| 記号 | Unicode | JIS X 0213 | 文字参照            | 名称                                            |
| ---- | ------- | ---------- | ------------------- | ----------------------------------------------- |
| $    | U+0024  | 1-1-80     | &#x24; &#36;        | ドル記号 ペソ記号 DOLLAR SIGN                   |
| ﹩   | U+FE69  | -          | &#xFE69; &#65129;   | SMALL DOLLAR SIGN CNS 11643互換用               |
| ＄   | U+FF04  | 1-1-80     | &#xFF04; &#65284;   | ドル記号（全角） ペソ記号 FULLWIDTH DOLLAR SIGN |
| 💲   | U+1F4B2 | -          | &#x1F4B2; &#128178; | HEAVY DOLLAR SIGN                               |